# Wolfgang Andreas Reuter
Wolfgang Andreas Reuter (* 24. Juni 1866 in Helsinki; † 5. Februar 1947 in Bodenwerder) war ein deutscher Ingenieur und Unternehmer.

## Leben
Als Sohn des Hofrats und Geometers Conrad Reuter aus Apenrade, der das Polytechnikum Helsinki mitbegründete und dort Professor war, verbrachte er seine Kindheit in Helsinki, wo er das Normalgymnasium besuchte und dann am Polytechnikum sein Diplom in den Ingenieurwissenschaften machte. 1880 ging er nach Wetter, um sich auf Empfehlung seines Onkels, des Maschinenbauingenieurs Theodor Reuter, in den Mechanischen Werkstätten Harkort & Co. von Ludwig Stuckenholz weiterzubilden. 1896 wurde er Teilhaber von Rudolf Bredt und übernahm schließlich die Firma 1899. Unter Reuters Leitung spezialisierte sich das Unternehmen auf den Hebezeugbau und orientierte sich dabei am damals expandierenden Hüttenwesen. Durch seine Heirat mit Martha, der Tochter Julius Blanks, erwarb er Anteile der Märkischen Maschinenbauanstalt, die er 1906 mit seinem bestehenden Unternehmen zur Märkische Maschinenbauanstalt Ludwig Stuckenholz AG fusionierte. Der Zusammenschluss mit seinem Hauptkonkurrenten, der Duisburger Maschinenbau AG und der Benrather Maschinenfabrik, erfolgte 1909 zunächst als Interessengemeinschaft und 1910 in der von ihm geleiteten Deutschen Maschinenfabrik A.G. Als Generaldirektor der später als Deutsche Maschinenbau-Aktiengesellschaft (DEMAG) firmierenden Gesellschaft erweiterte er das Unternehmen zu einem der wichtigsten Ausrüster von Industrie, Handel und Verkehr, bis er 1940 die Unternehmensleitung seinem Sohn Hans übergab.
Reuter war Mitglied des Vereins Deutscher Ingenieure (VDI) und gehörte zunächst dem Bochumer Bezirksverein des VDI an. Später wurde er Mitglied des VDI-Ruhrbezirksvereins und saß diesem zeitweise auch vor. In den Jahren 1920 bis 1922 gehörte er dem Vorstand des Gesamtvereins an. Von 1923 bis 1934 war Reuter Präsident des Vereins deutscher Maschinenbau-Anstalten. Bis 1945 war er auch Mitglied in zahlreichen Fachverbänden und mehreren Aufsichtsräten, unter anderem der Salzdetfurth AG und der Deutsche Bank AG. Von seinem Mandat als Aufsichtsratsmitglied der Deutsche Bank AG wurde er wegen seiner NS-Vergangenheit nach Ende des Krieges suspendiert. Er hatte unter anderem am Geheimtreffen vom 20. Februar 1933 zur Wahlkampffinanzierung der NSDAP teilgenommen.

## Ehrungen
Von der Technischen Hochschule Aachen erhielt er 1919 die Ehrendoktorwürde als Dr.-Ing. E.h. Im selben Jahr wurde er finnischer Vizekonsul und 1938 Ehrenbürger der Stadt Wetter. Er war Träger des finnischen Ordens der weißen Rose und des türkischen Mecidiye-Ordens. 1954 wurde der werkseigene Platz vor dem Verwaltungsgebäude der DEMAG in Duisburg nach Genehmigung des Stadtrates in Wolfgang-Reuter-Platz umbenannt. In Wetter gibt es eine Wolfgang-Reuter-Straße.